# Кіровськ (Мурманська область)
Кіровськ (в 1929–1934 — Хібіногорськ) — місто в Мурманській області Росії.
Населення — 27 250 чол. (2015).
Кіровськ розташований на Кольському півострові за 205 км на південь від Мурманська. Залізнична станція (Кіровськ-Мурманський — закрита) на гілці від міста Апатити.
В муніципальне утворення місто Кіровськ з підвідомчою територією, крім міста входять населені пункти: Титан і Коашва.
Місто включає окремо розташований мікрорайон Кукісвумчорр.

## Історія
В 1920-х роках в результаті геологічних вишукувань під керівництвом академіка О. Е. Ферсмана в Хибінах відкриті багаті поклади апатито — нефелінових руд, розробка яких почалася в 1929 році трестом «Апатит».
Одночасно з будівництвом рудника і збагачувальної фабрики зводилося місто. Будівництво робочого селища Хібіногорськ почалося влітку 1929, і в 1931 воно отримало статус міста.
15 грудня 1934 року постановою ЦВК СРСР Хибиногорск був перейменований в Кіровськ на честь С. М. Кірова. Учасником проектування Хібіногорська був архітектор К. І. Розенштейн. У 1935–1954 роках Кіровськ був центром Кіровського району.
У 1961 році неподалік від міста проходили зйомки фільму «Вечори на хуторі близ Диканьки».
У 2012 році в місті і його околицях проходили зйомки американо-російського фільму «Таємниця перевалу Дятлова».

## Географія
Місто розташоване північніше Полярного кола, на південній околиці гірського масиву Хібіни, на берегах озера Великий Вудьявр та річки Біла, у долині Умптек.

## Економіка

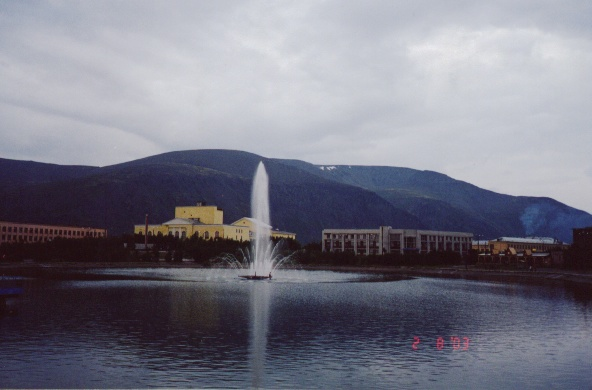
Кіровськ. Центр міста.

Найбільше підприємство сучасного Кіровська — ВАТ «Апатит», що входить до складу компанії «ФосАгро». До складу цього підприємства входять 4 рудники, видобуток на яких ведеться як відкритим, так і підземним способом, а також 3 апатит-нефелінові збагачувальні фабрики.
Крім ВАТ «Апатит», у Кіровську функціонують підприємства харчової промисловості (виробництво кондитерських виробів та безалкогольних напоїв), а також меблева фабрика. Розвивається туристичний сектор економіки — здача в оренду квартир гірськолижникам, таксі, організація екстремальних турів і виготовлення сувенірної продукції.

## Зимовий спорт

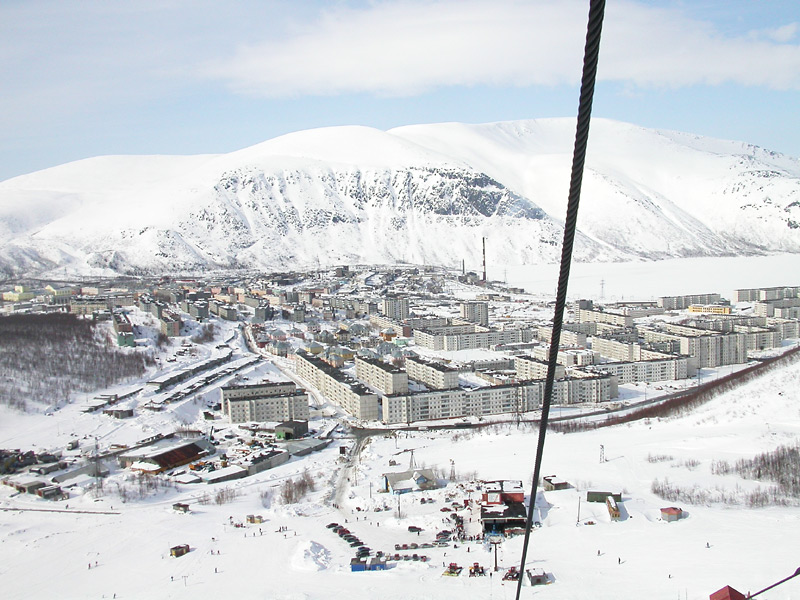
Вид на Кіровськ з канатно-крісельної дороги

Кіровськ — популярний центр російського гірськолижного спорту. У районі міста діє три підготовлені гірськолижні схили:
- «Міський схил» («Коласпортланд», північні схили гори Айкуайвенчорр, два трампліни, 3 бугельних підйомники, канатно-крісельна дорога);
- «Великий Відьявр» (південний схил гори Айкуайвенчорр: 2 черги бугельного підйомника, канатно-крісельна дорога);
- «Кукісвумчорр» (південний схил гори Кукісвумчорр, 3 бугельних підйомники, 6 трас, бебі-ліфт, готель, кафе-бар, прокат снігоходів, мед.пункт).

Також в околицях міста — перспективне місце для фрірайду та беккантрі. Щорічно на схилах гори Кукісвумчорр проводиться етап змагань з фрірайду Freeride World Qualifier 1 * і Відкритий Кубок Хібін з фрірайду (Khibiny Open Cup).
Високий сезон на схилах Кіровська у зв'язку з коротким світловим днем взимку — з 15 березня по 9 травня. На схилах гір Айкуайвенчорр та Кукісвумчорр з 1937 традиційно проводяться всесоюзні та республіканські змагання.
Схили Хібін достатньо лавинонебезпечні. Діє пошуково-рятувальна служба МНС Росії.
Також в Хібінах серйозний розвиток отримав парапланеризм, зимовий та літній туризм та інші види спорту.